# Moederhuis
Een moederhuis of moederklooster is het centrale klooster van een religieuze orde of congregatie, meestal het eerste klooster dat door de ordestichter is gesticht. De term wordt zowel bij mannelijke als vrouwelijke religieuzen gebruikt. Meestal zetelt het bestuur (provincialaat en/of generalaat) van de religieuze gemeenschap in het moederklooster. In Nederland en België zijn aan moederhuizen van vergrijzende congregaties vaak instellingen voor ouderenzorg verbonden. Bij missiecongregaties fungeert het moederklooster vaak als retraitehuis voor missionarissen.

## Moederhuizen in Belgie
In Vlaanderen wordt met de term 'moederhuis' eveneens een kraamkliniek aangeduid (niet te verwarren met Mütterheim, een term die gebruikt werd in de nazitijd in het kader van het Lebensborn-project). Verschillende van deze moederhuizen in Belgie zijn in verband gebracht met misbruik en gedwongen adopties. Zo hebben de zusters van de congregatie Kindsheid Jesu in 1970 het moederhuis Tamar opgericht. Tamar is veelvuldig in het nieuws gekomen door de verhalen van gedwongen adopties, ongewilde sterilisaties van jonge meisjes en ernstige vormen van misbruik van ongehuwde, zwangere meisjes. De verhalen over Tamar komen veelvuldig terug in de podcast Kinderen van de kerk. Het beeld dat daaruit naar voren komst is een beeld dat de zusters kinderen tegen de wil van de moeders hebben afgenomen en hier betaald voor hebben gekregen. Het verwijt dat gemaakt wordt in deze podcast is dat hier sprake was van witwassen van kinderen als een vorm van mensenhandel.

## Moederhuizen in Nederland
In het Nederlands-Limburgse kloosterdorp Steyl liggen drie moederhuizen vlak bij elkaar:
- Missiehuis St. Michaël, het moederhuis van het Gezelschap van het Goddelijke Woord (Latijn: Societas Verbi Divini), beter bekend als Missionarissen van Steyl. Dit moederhuis fungeert niet als provincialaat, dat in Teteringen is gelegen, evenmin als generalaat, dat in Rome is gevestigd
- Heilig Hartklooster, het moederhuis van de Dienaressen van de Heilige Geest (Servarum Spiritus Sancti), ofwel Missiezusters van Steyl
- Heilige Geestklooster, het moederhuis van de Dienaressen van de Heilige Geest van de Altijddurende Aanbidding (Servarum Spiritus Sancti de Adoratione Perpetua).

In Maastricht bevinden zich twee moederhuizen:
- Klooster van de Zusters Onder de Bogen, moederhuis van de Liefdezusters van de Heilige Carolus Borromeus (Sorores Misericordiae Sancti Caroli Borromei), beter bekend als Zusters Onder de Bogen
- Beyartklooster, moederhuis van de Broeders van de Onbevlekte Ontvangenis van Maria (Congregatio Fratrum Immaculatae Conceptionis Beatae Mariae Virginis), ook bekend als Broeders van de Beyart of Broeders van Maastricht.

In het Zuid-Limburgse Simpelveld bevindt zich het voormalige klooster Huize Loreto, van 1878 tot 2012 het moederhuis van de Zusters van het Arme Kind Jezus. In 2012 verhuisde het moederhuis naar Aken, waar de congregatie oorspronkelijk gesticht was.
In Tilburg aan de Oudedijk bevindt zich sinds 1834 het moederhuis van de Zusters van Liefde, door Zwijsen aangeduid als ‘het huis met de dertien celletjes’. Hier ontstond in de loop der tijd een omvangrijk kloostercomplex, waaraan ook een lagere school, een mulo, een kweekschool, een lyceum, een weeshuis, een naaischool, een school voor zwakzinnige kinderen en een huishoudschool verbonden waren. 
In Sittard bevindt zich het moederhuis van de Karmelietessen van het Goddelijk Hart van Jezus. In het moederhuis woonden in 2023 ongeveer 24 zusters. De voertaal is nog grotendeels Duits. Het generalaat is hier gevestigd en de stichtster van de orde, in 2006 zalig verklaard, ligt begraven in de kapel van de orde. In een gedeelte van het gebouw is een gastenverblijf gevestigd en de karmelietessen staan hiermee open voor publiek. 